# Preikestolen (Antarktika)
Der Preikestolen (norwegisch für Predigerstuhl oder Kanzel) ist ein Gebirgskamm im ostantarktischen Königin-Maud-Land. Im Ahlmannryggen ragt er im westlichen Teil der Liljequisthorga auf.
Norwegische Kartografen, die ihn auch benannten, kartierten ihn anhand von Vermessungen und Luftaufnahmen der Norwegisch-Britisch-Schwedischen Antarktisexpedition (1949–1952) und Luftaufnahmen, die zwischen 1958 und 1959 bei der Dritten Norwegischen Antarktisexpedition (1956–1960) entstanden.